# Розточанське (заповідне урочище)
Розточа́нське — заповідне урочище в Україні. Розташоване в межах Витвицької сільської громади Калуського району Івано-Франківської області, на південний захід від села Розточки.
Площа 12 га. Статус надано згідно з розпорядженням облдержадміністрації від 15.07.1996 року № 451, із змінами згідно з рішенням обласної ради від 12.03.2004 року № 350-1/2004. Перебуває у віданні: Долинський спеціалізований агролісгосп (Розточанське л-во, кв. 10, вид. 14).
Статус надано з метою збереження частини лісового масиву, яке є насіннєвою ділянкою з високопродуктивним насадженням ялиці з домішкою смереки. Вік насаджень — 100 років.